# 武宗 (卢瓦-谢尔省)
武宗（法語：Vouzon，法語發音：[vuzɔ̃]）是法国卢瓦-谢尔省的一个市镇，位于该省东部，属于罗莫朗坦-朗特奈区。

## 地理
武宗（47°38'45"N, 2°3'31"E）面积78.25 平方千米，位于法国中央-卢瓦尔河谷大区卢瓦-谢尔省，该省份为法国中北部省份，北起厄尔-卢瓦省，东北接卢瓦雷省，东南接谢尔省，南至安德尔省，西南接安德尔-卢瓦尔省，西北接萨尔特省。
与武宗接壤的市镇（或旧市镇、城区）包括：梅内斯特罗-昂维莱特、圣欧班堡、塞讷利、沙翁、塔罗讷河畔肖蒙、拉莫特伯夫龙、努昂勒菲兹利耶、索尔德河畔皮埃尔菲特、索洛涅地区苏维尼。
武宗的时区为UTC+01:00、UTC+02:00（夏令时）。

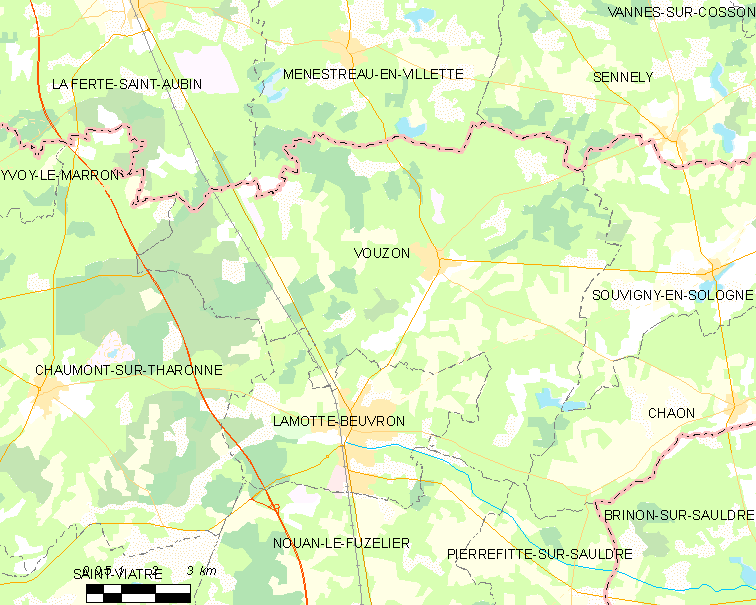
武宗的OSM定位图

## 行政
武宗的邮政编码为41600，INSEE市镇编码为41296。

## 政治
武宗所属的省级选区为拉索洛涅县。

## 交通
卢瓦-谢尔省省道D101线、D125线、D129线和D153线在武宗市区交汇。此外省道D2020线（原法国国道N20线）在西侧过境。

## 人口

1962-2008年间武宗人口变化图示

武宗于2022年1月1日时的人口数量为1424人。